# Barchovice
Barchovice (německy Barchowitz) jsou obec ležící v okrese Kolín. Leží asi 18 km jihozápadně od Kolína a 33 kilometrů jihovýchodně od Prahy. Žije zde 261 obyvatel a jejich rozloha je  17,74 km2. Barchovice je také název katastrálního území o rozloze 3,48 km2, jednoho ze tří které tvoří území obce.

## Historie
První písemná zmínka o obci pochází z roku 1340.
V roce 1869 byla vesnice součástí obce Malotice a od roku 1880 se stala samostatnou obcí.
Právo užívat znak a vlajku bylo obci uděleno rozhodnutím Poslanecké sněmovny Parlamentu České republiky dne 13. května 2022.

### Územněsprávní začlenění
Dějiny územněsprávního začleňování zahrnují období od roku 1850 do současnosti. V chronologickém přehledu je uvedena územně administrativní příslušnost obce v roce, kdy ke změně došlo:
- 1850 země česká, kraj Pardubice, politický okres Kolín, soudní okres Kouřim[7]
- 1855 země česká, kraj Čáslav, soudní okres Kouřim
- 1868 země česká, politický okres Kolín, soudní okres Kouřim
- 1939 země česká, Oberlandrat Kolín, politický okres Kolín, soudní okres Kouřim[8]
- 1942 země česká, Oberlandrat Praha, politický okres Kolín, soudní okres Kouřim[9]
- 1945 země česká, správní okres Kolín, soudní okres Kouřim[10]
- 1949 Pražský kraj, okres Kolín[11]
- 1960 Středočeský kraj, okres Kolín
- 2003 Středočeský kraj, obec s rozšířenou působností Kolín

### Rok 1932
Ve vsi Barchovice (287 obyvatel) byly v roce 1932 evidovány tyto živnosti a obchody: družstvo pro rozvod elektrické energie v Barchovicích, 2 hostince, kolář, kovář, 3 krejčí, řezník, 2 obchody se smíšeným zbožím, švadlena, trafika, truhlář.
V obci Radlice (přísl. Komorce, 313 obyvatel, samostatná obec se později stala součástí Barchovic) byly v roce 1932 evidovány tyto živnosti a obchody: biograf Sokol, hostinec, kolář, kovář, 2 krejčí, mlýn, 3 obuvníci, pila, rolník, obchod se smíšeným zbožím, trafika, velkostatek Dejmling.

## Obyvatelstvo

### Počet obyvatel
Počet obyvatel je uváděn za Barchovice podle výsledků sčítání lidu včetně místních části, které k nim v konkrétní době patří. Je patrné, že stejně jako v jiných menších obcí Česka počet obyvatel v posledních letech roste. V celé barchovické aglomeraci nicméně žije necelých 300 obyvatel.
| 1869 | 1880 | 1890 | 1900 | 1910 | 1921 | 1930 | 1950 | 1961 | 1970 | 1980 | 1991 | 2001 | 2011 | 2021 |
| ---- | ---- | ---- | ---- | ---- | ---- | ---- | ---- | ---- | ---- | ---- | ---- | ---- | ---- | ---- |
| 807  | 839  | 821  | 844  | 840  | 824  | 740  | 479  | 398  | 317  | 260  | 202  | 192  | 190  | 253  |

| 1869 | 1880 | 1890 | 1900 | 1910 | 1921 | 1930 | 1950 | 1961 | 1970 | 1980 | 1991 | 2001 | 2011 | 2021 |
| ---- | ---- | ---- | ---- | ---- | ---- | ---- | ---- | ---- | ---- | ---- | ---- | ---- | ---- | ---- |
| 121  | 127  | 132  | 134  | 140  | 146  | 150  | 163  | 125  | 117  | 91   | 131  | 133  | 92   | 151  |

## Části obce
Obec Barchovice mají evidované tři části, které se rozkládá na třech katastrálních územích:
- Barchovice
- Hryzely
- Radlice

## Doprava
Dopravní síť
- Pozemní komunikace – Obcí (částí Radlice) prochází silnice II/334 Sadská – Kouřim – Sázava. Místní část Barchovice je vzdálená 2,5 km od silnice I/2 Praha – Říčany – Kutná Hora – Pardubice.

- Železnice – Železniční trať ani stanice na území obce nejsou.

Veřejná doprava 2011
- Autobusová doprava – V obci měly zastávky autobusové linky Kolín-Bečváry-Zásmuky-Skvrňov (v pracovních dnech 9 spojů, o víkendu 1 spoj), Kolín-Dolní Chvátliny-Zásmuky-Skvrňov (v pracovních dnech 1 spoj, o víkendu 2 spoje) a Kouřim – Horní Kruty,Bohouňovice II (v pracovních dnech 9 spojů, v sobotu 3 spoje, v neděli 5 spojů) (dopravce Okresní autobusová doprava Kolín, s. r. o.).

## Galerie

Barchovice
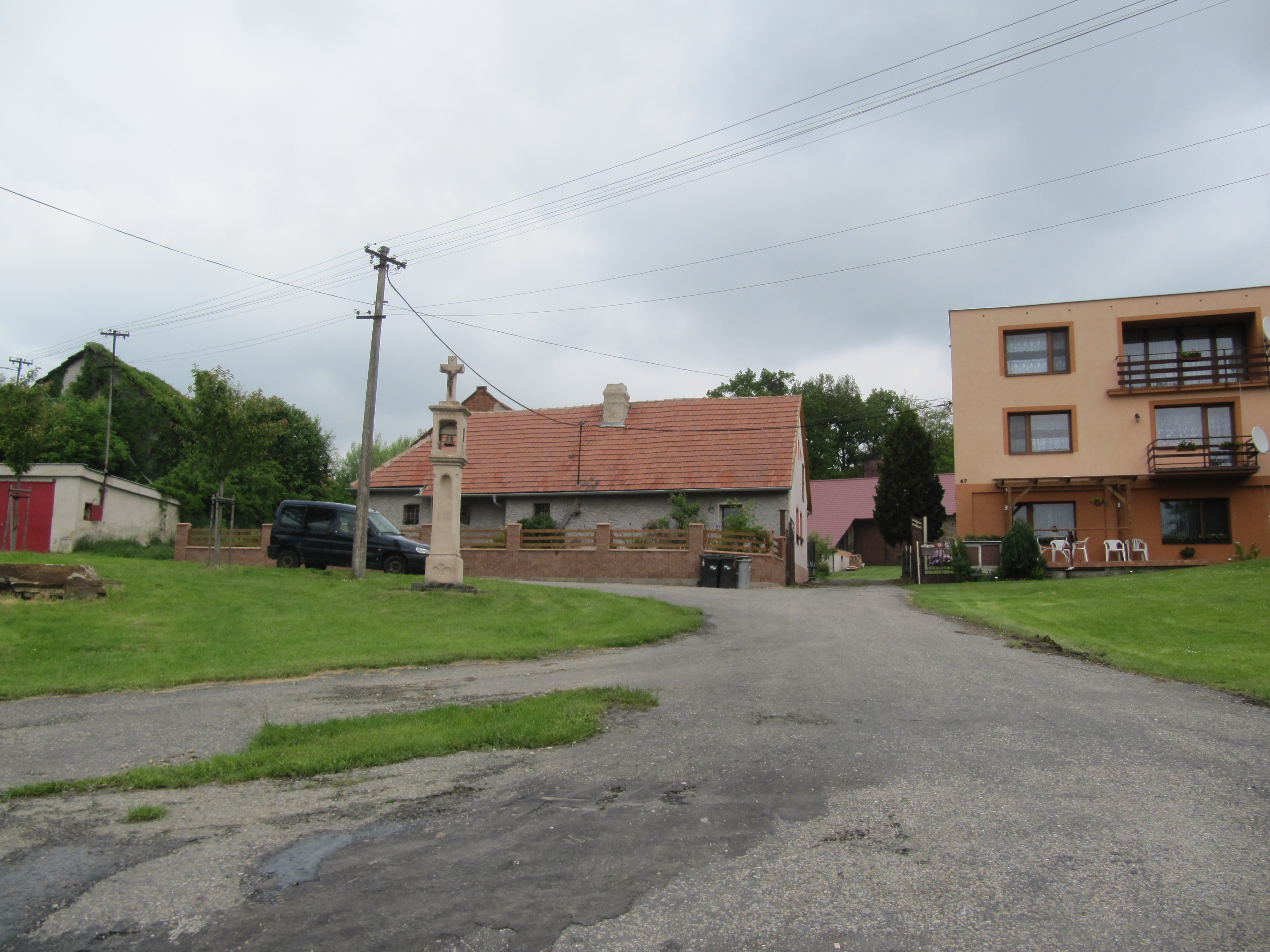
Náves
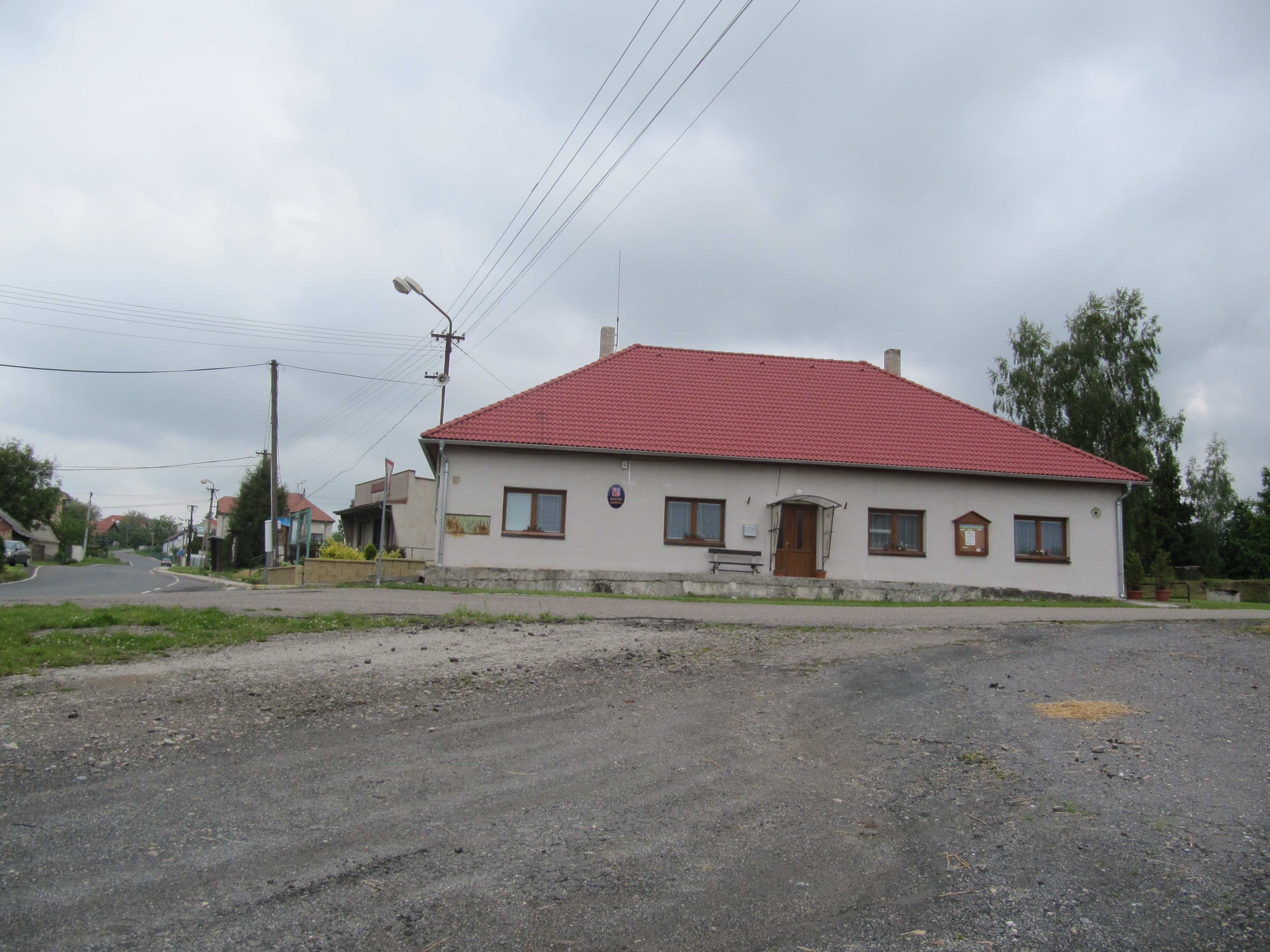
Obecní úřad
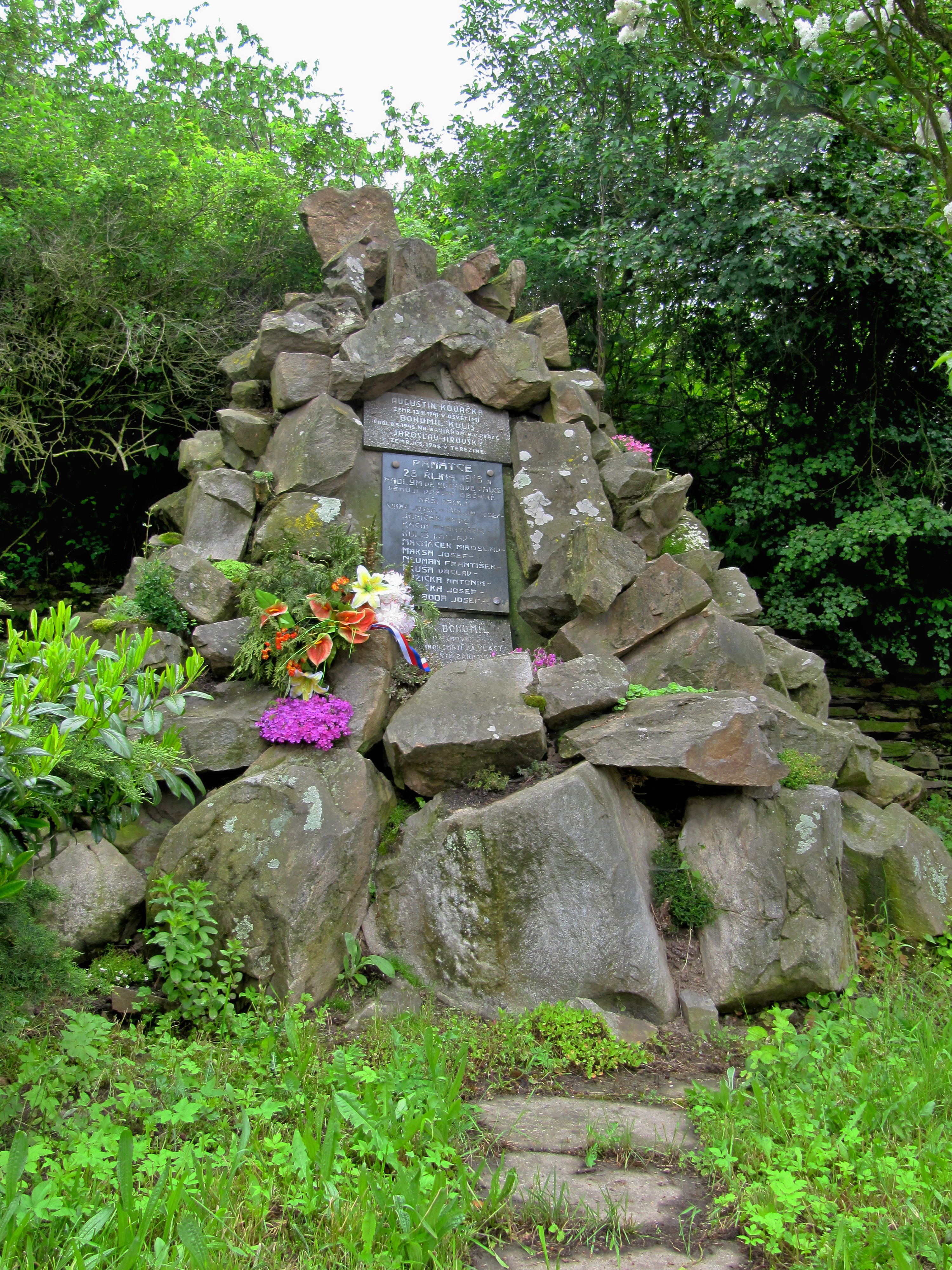
Pomník
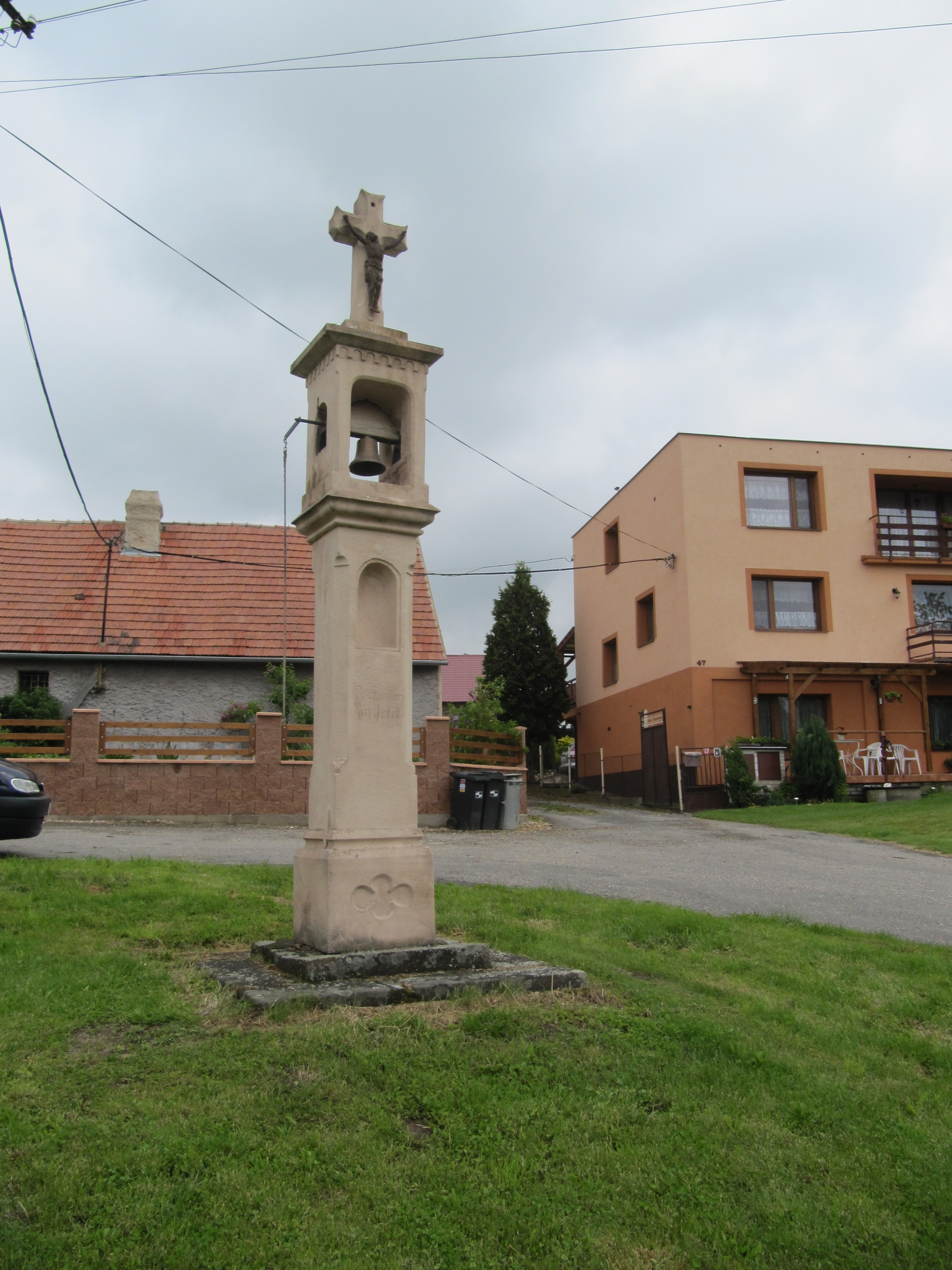
Zvonice
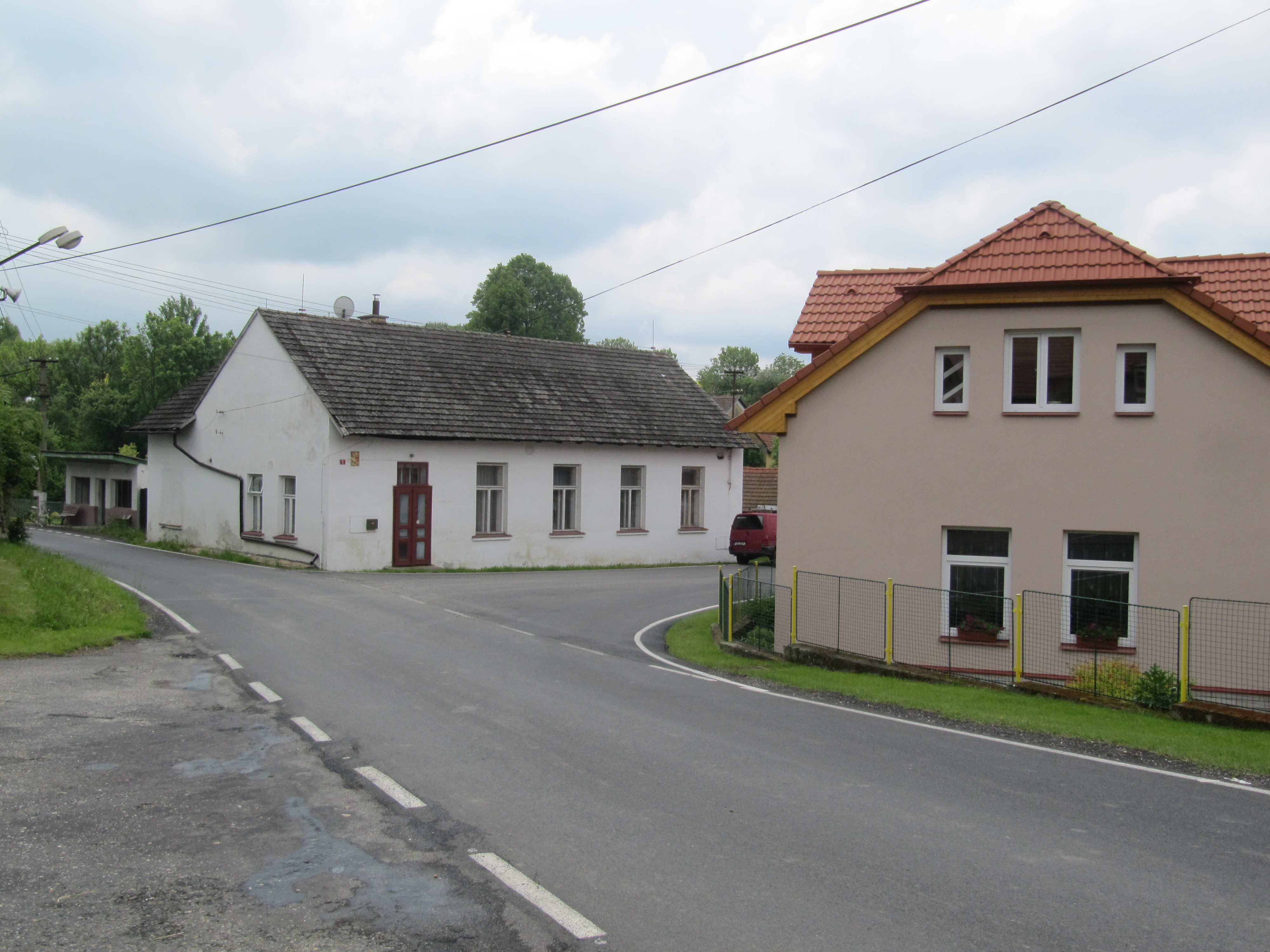
Stavení č.p.5
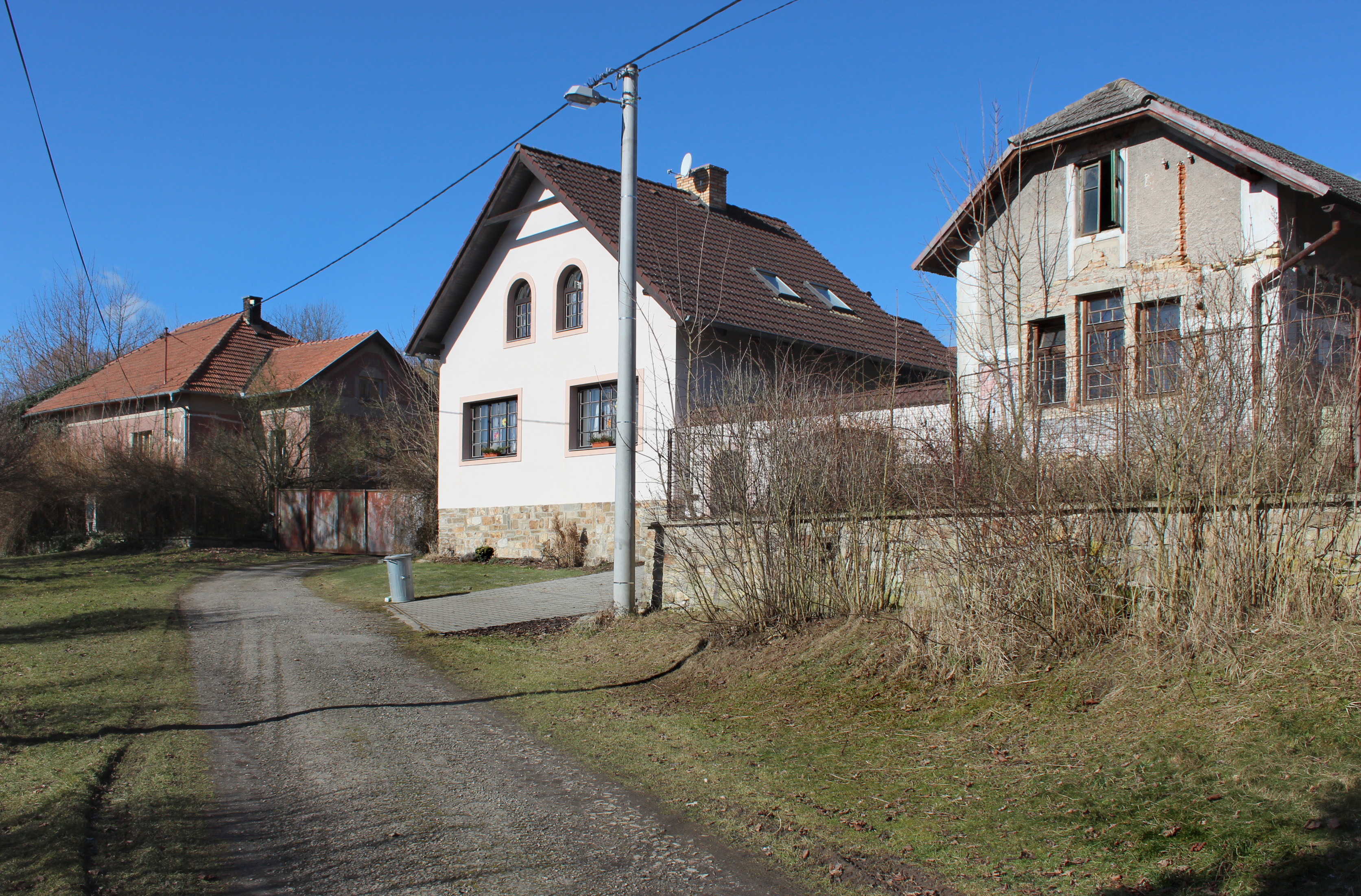
Domky na severu vesnice
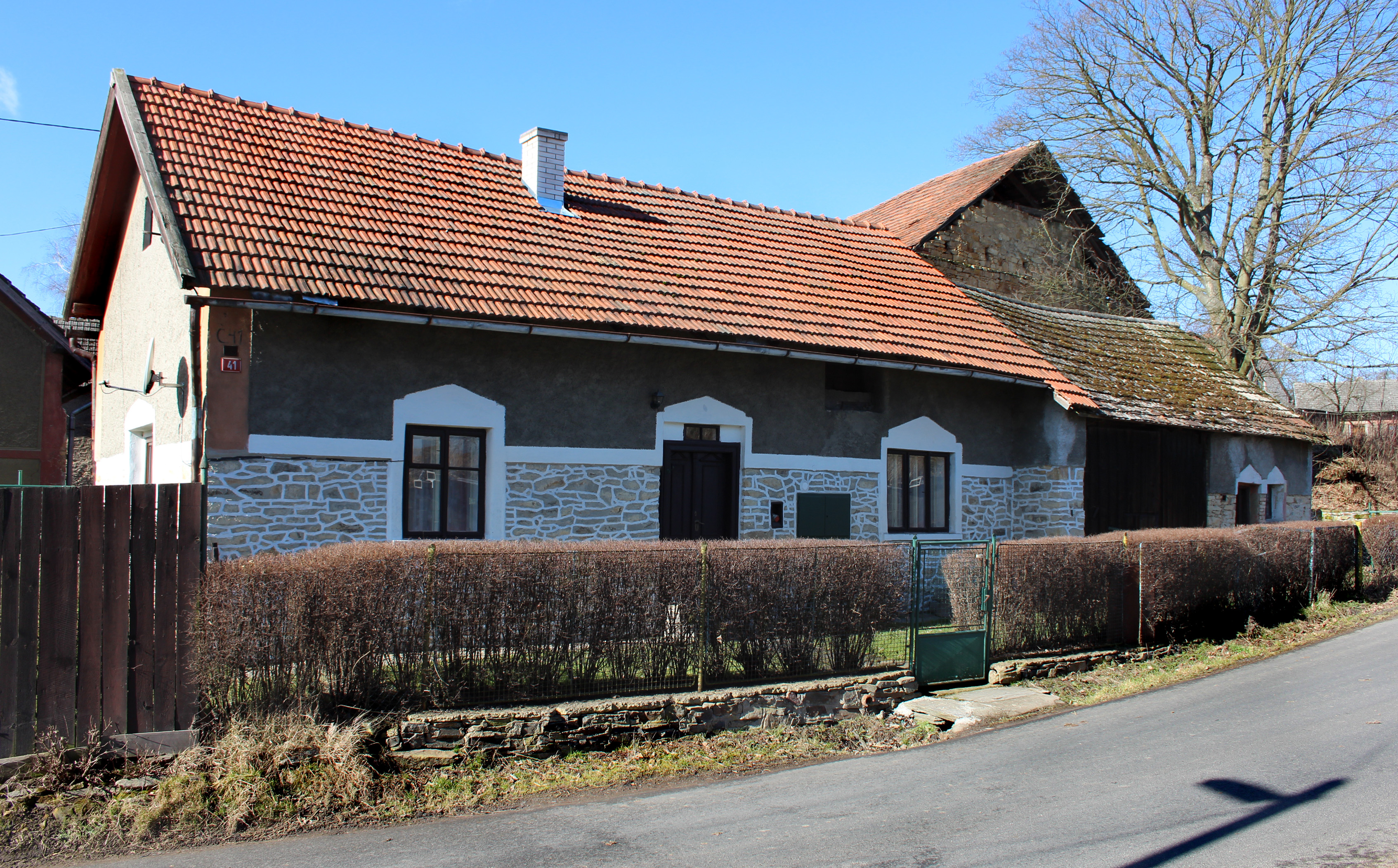
Stavení čp 41
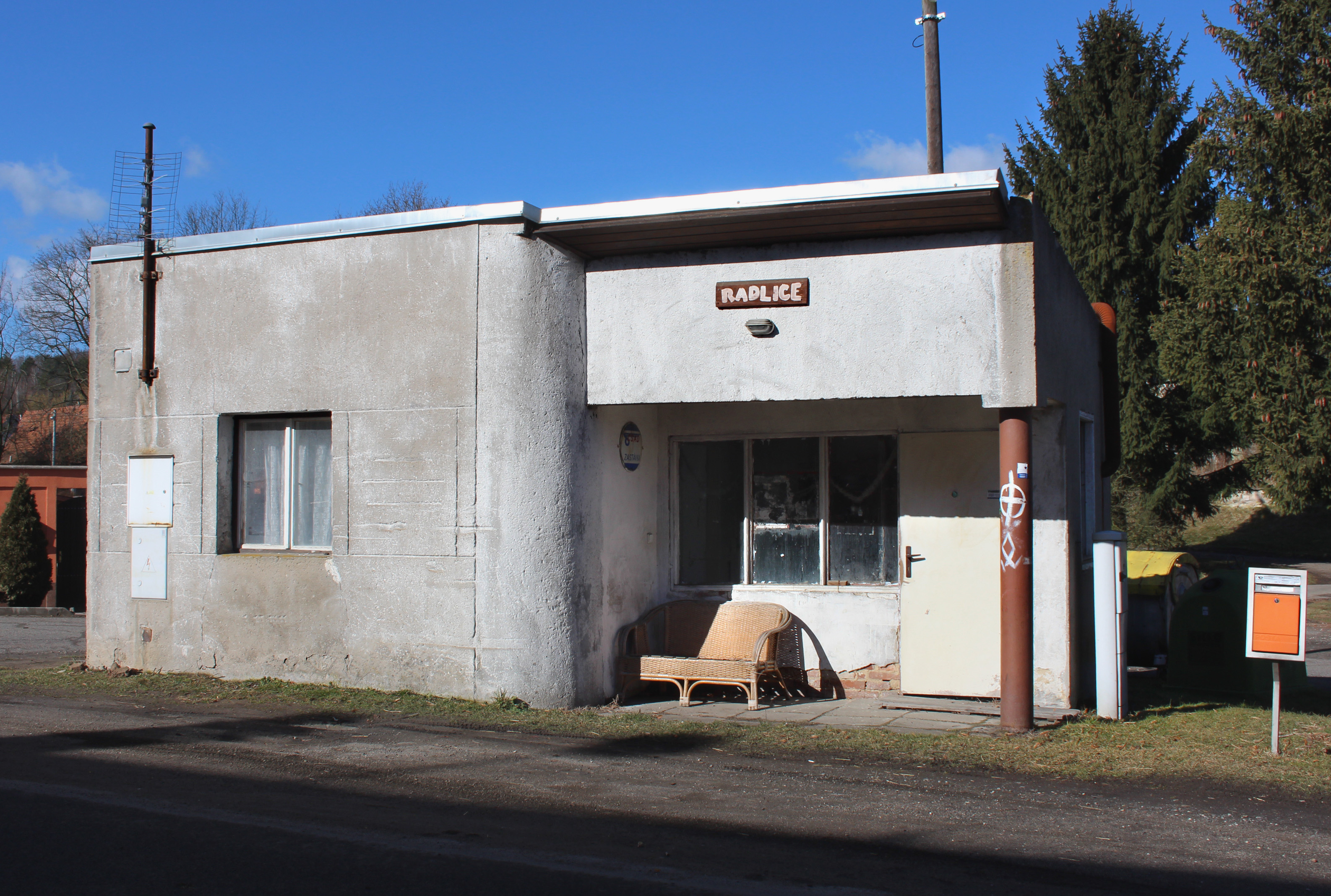
Zastávka autobusu
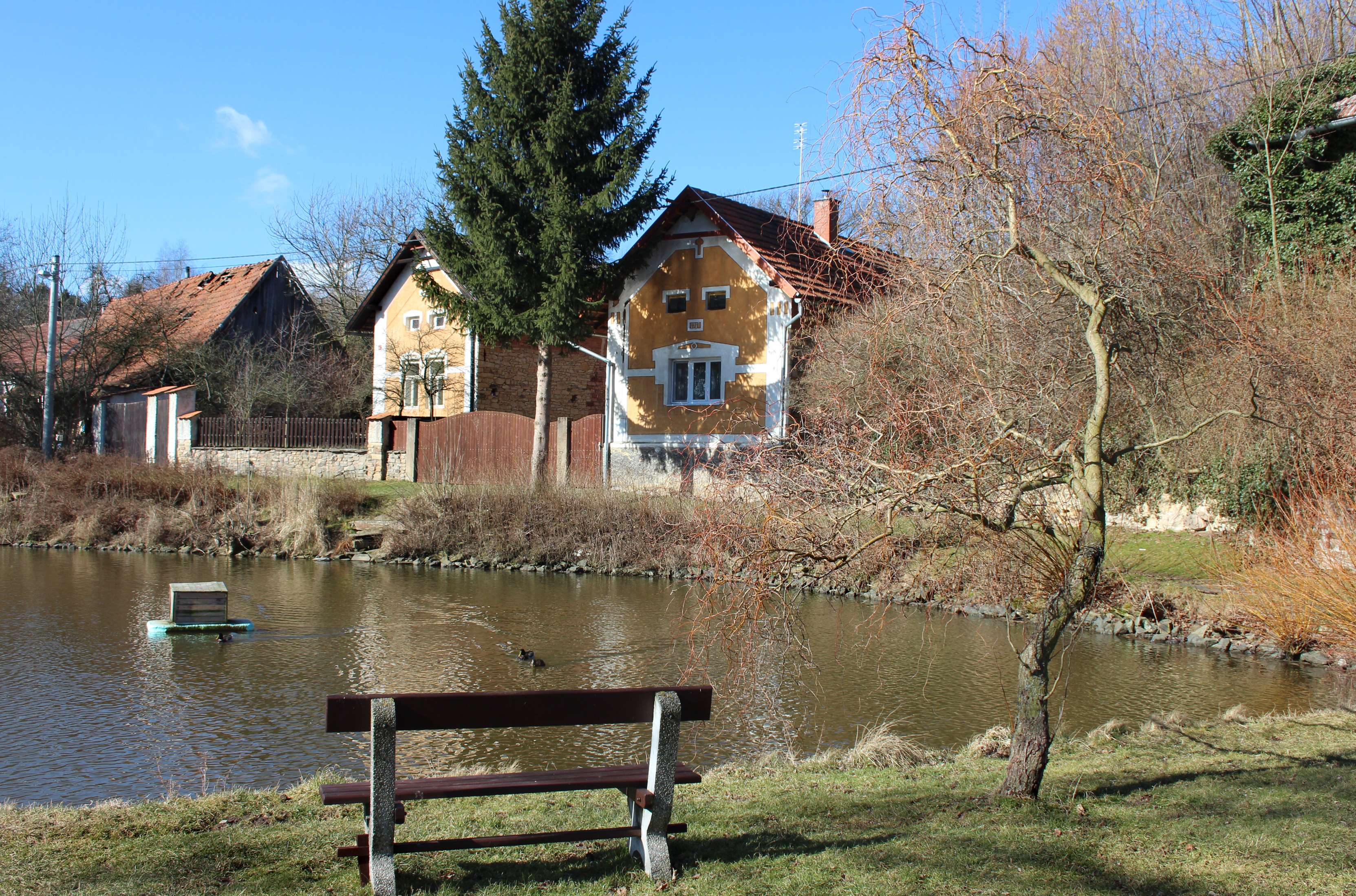
Návesní rybník